# Mato Verde
Mato Verde este un oraș în Minas Gerais (MG), Brazilia.